# Xiêng Khoảng
Xiêng Khoảng (tiếng Lào: ຊຽງຂວາງ; chuyển tự: Xiangkhouang; n.đ. 'Thành phố phía chân trời') là một tỉnh của Lào nằm trên Cao nguyên Xiêng Khoảng, thuộc khu vực đông bắc của nước này. Nơi đây trước là thủ phủ của vương quốc Muang Phuan, nay đặt tỉnh lị tại Phonsavan.
Dân số của tỉnh theo điều tra dân số năm 2015 là 244.684 người.

## Lịch sử

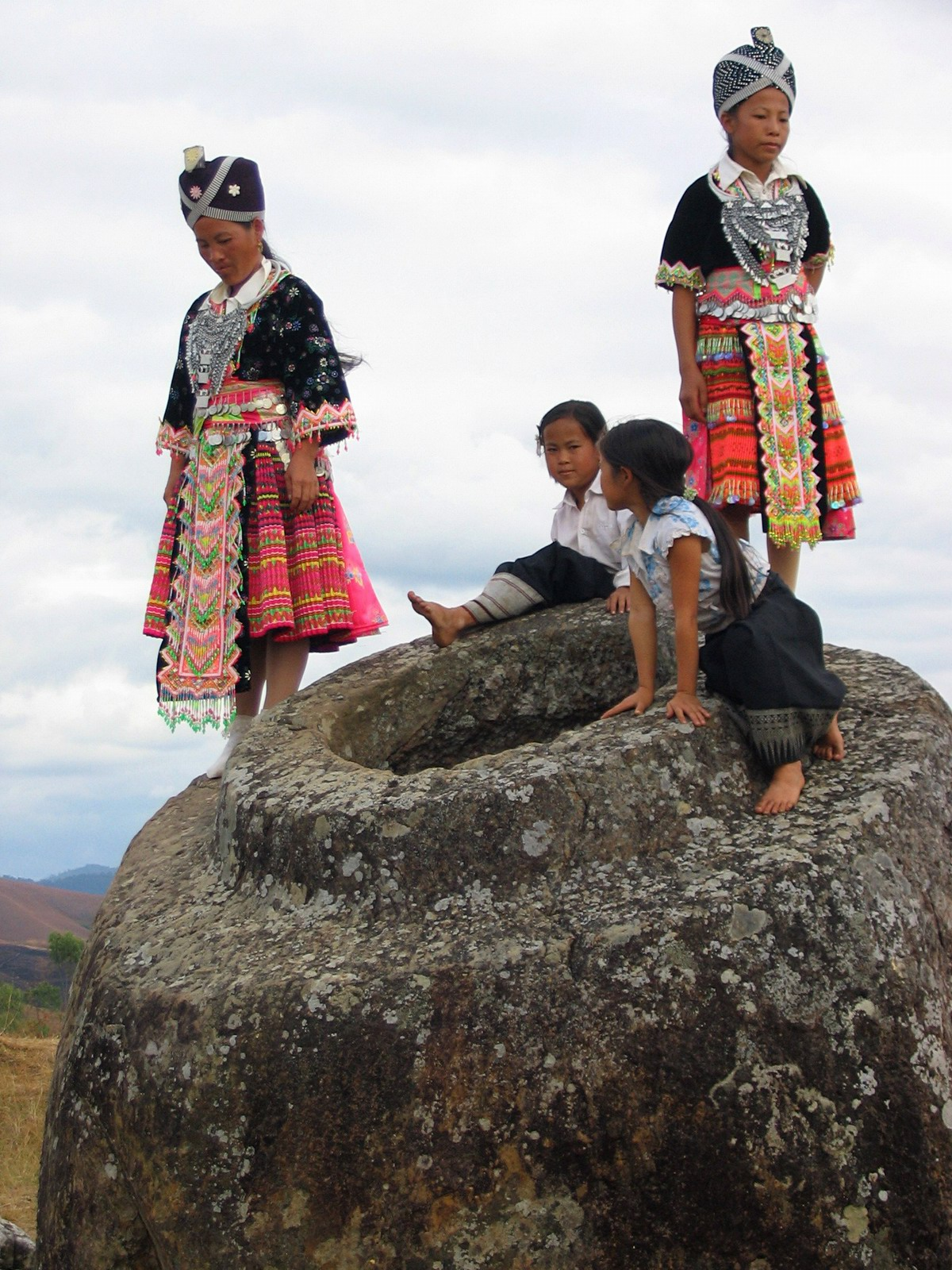
Các thiếu nữ H'Mông ở cánh đồng Chum

Mặc dù không ai biết nguồn gốc của Cánh đồng Chum, lịch sử của Xiêng Khoảng được ghi lại có mối liên hệ với người Phuan. Là một nền văn minh cổ đại, tiền sử của nó liên quan đến những hũ đá bí ẩn của vùng Cánh đồng Chum (với vật liệu thời tiền sử được ghi lại vào khoảng 2000 năm TCN, thời kỳ đồ sắt của năm 500 TCN và giai đoạn 500-800 CN  chiếm ưu thế trong các khảo cổ học) đặc trưng cho các nghĩa địa của các hoạt động nghi lễ với lịch sử rộng trải dài với các tác động tôn giáo từ Angkor đến Hindu và Phật giáo. Người Tai Phuan hay người Phuan là một nhóm dân tộc Tai-Lào di dân sang Lào từ miền nam Trung Quốc và đến thế kỷ 13 đã thành lập chính quyền độc lập Muang Phuan tại Cánh đồng Chum với Xiêng Khoảng làm thủ đô (Thời đó là Muang Khoun). Họ phát triển nhờ việc buôn bán kim loại và lâm sản trên đất liền với Ấn Độ và Trung Quốc. Vào giữa thế kỷ 14, Muang Phuan được sáp nhập vào Vương quốc Lan Xang dưới thời vua Fa Ngum.
Cao nguyên Xiêng Khoảng được phỏng đoán, dựa trên các khảo cổ của thời kỳ đồ Đồng và đồ Sắt thời kỳ giữa năm 500 TCN đến 500 CN, là trung tâm buôn bán chính của một vùng rộng lớn thuộc khu vực Nam Á bao gồm Việt Nam, Samrong Sen thuộc Campuchia và Cao nguyên Khorat ở phía đông bắc Thái Lan, Đà Nẵng, và Khu đồi Bắc Cachar thuộc đông bắc Ấn Độ.
Theo Sử thi Muang Puan, người Tai Phuan, một dân tộc theo đạo phật Tai-Lào, được cho là những người di cư đầu tiên đến vào thế kỷ 13 từ Trung Quốc và định cư tại tỉnh này; họ đã thiết lập ngành thương mại kim loại và lâm sản và nhờ đó đã thịnh vượng. Vào giữa thế kỷ 14, chúng được gom vào Vương quốc Lan Xang. Các xâm lược của quân Miên trong thế kỷ 18 và 19 đã làm suy người Tai Phuan suy tàn.
Trong những năm tiếp theo người Haw xâm lược từ Trung Quốc đã cướp bóc và tàn phá tỉnh này và tỉnh Luang Prabang. Các hiệp ước Pháp - Xiêm vào những năm 1890 dưới sự cai trị của Pháp thông qua Hiệp ước Pháp Đông Dương, kéo dài đến một thời gian ngắn sau Chiến tranh thế giới II. Cuộc Chiến tranh Đông Dương lần thứ hai, những năm 1960 và 1970, đã gây nhiều đau khổ cho người dân tỉnh hệ lụy từ cuộc nội chiến Lào giữa Hoàng gia và Pathet Lào cho đến năm 1975 khi Pathet Lào lên nắm quyền. Xiangkhouang là tỉnh bị máy bay USAF đánh bom nhiều nhất để hỗ trợ các lực lượng Hoàng gia. Do cuộc chiến kéo dài, Muong Khoun, thủ phủ ban đầu của tỉnh bị thiệt hại nặng nề do vụ đánh bom của quân đội Hoa Kỳ và dẫn đến việc chuyển thủ đô về Phonsavanh. Trong chiến tranh, hầu hết các đền thờ và chùa được xây dựng trong thời kỳ từ thế kỷ 16 và 19 đã bị phá hủy, trừ chùa Vat Pia Vat.

## Địa lý

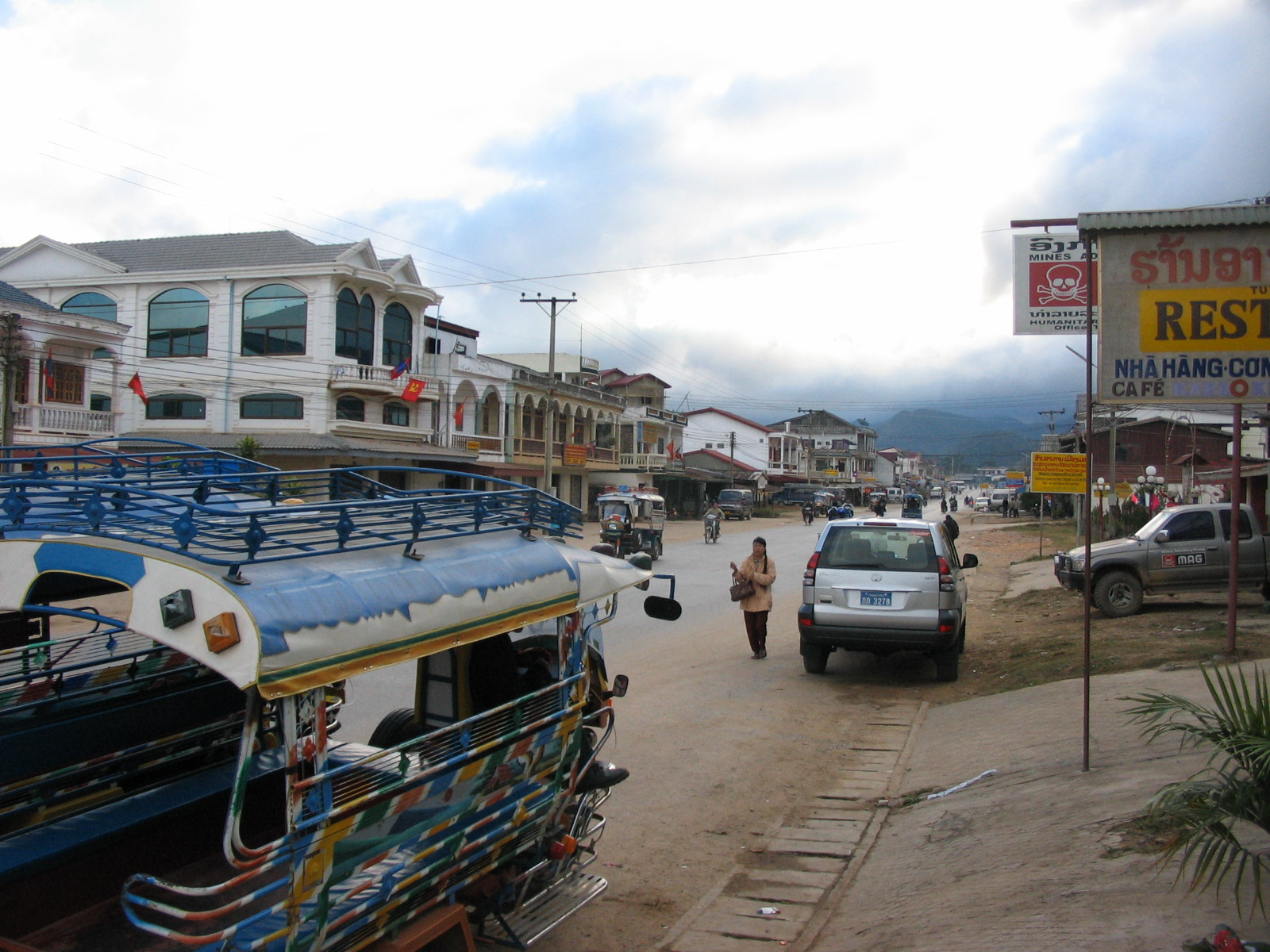
Thị xã Phonsavan

Tỉnh Xiêng Khoảng có diện tích 15.880 km2 và phần lớn là địa hình miền núi. Tỉnh này giáp tỉnh Hủa Phăn về phía đông bắc, Nghệ An của Việt Nam về phía đông, tỉnh Bolikhamsai về phía đông nam, và tỉnh Viêng Chăn về phía tây nam. Thủ phủ là thị xã Phonsavan. Xiêng Khoảng và Viêng Chăn là một phần của lưu vực sông Nam Ngum.
Ngoài khu vực triền sông Mê Công, diện tích đất đai bằng phẳng lớn nhất trong cả nước nằm ở cao nguyên Xiêng Khoảng thuộc địa giới tỉnh. Khu vực này được đặc trưng bởi những ngọn đồi và đồng cỏ có độ cao vừa phải. Ngọn núi cao nhất của đất nước, Phou Bia, nổi lên ở phía nam của cao nguyên, trong khi vùng Cánh đồng Chum nằm ở trung tâm cao nguyên.
Tỉnh cách Thủ đô Viêng Chăn 400 km về phía đông bắc. Ngọn núi Phou Bia có độ cao 2700 m là đỉnh cao nhất trong tỉnh đồng thời cao nhất tại Lào. Tỉnh lị của tỉnh có độ cao khoảng 1.000m so với mực nước biển với huyện Kham nằm trong một lưu vực hạ lưu ở độ cao khoảng 600 so với mực nước biển.

## Các khu bảo tồn
Nam Et-Phou Louey là Khu Bảo tồn Đa dạng sinh học Quốc gia (NBCA) có tổng diện tích 5.959 km2 chạy từ tỉnh Xiêng Khoảng sang các tỉnh Hủa Phăn, Luang Prabang.
Khu vực này có mức đa dạng sinh học cao, và một số loài nguy cơ tiệt chủng bao gồm hổ, báo đốm, mèo vàng Châu Á, mèo cẩm thạch, cầy hương, bò tót, nai, vượn đen má trắng, gấu chó, gấu đen, voi châu Á, sói lửa, hồng hoàng và ba loài rái cá.

## Các khu hành chính
Tỉnh có 8 huyện với tổng diện tích đất là 15.880 km2. Muang Thathom được tách ra từ khu kinh tế đặc biệt Xaisomboun khi khu này được giải thể vào tháng 1 năm 2006. Ngày 13 tháng 12 năm 2013 tỉnh độc lập Xaisomboun thành lập, muang Thathom chuyển sang tỉnh này .
| Bản đồ | Mã              | Tên tiếng Việt | Tên tiếng Lào |
| ------ | --------------- | -------------- | ------------- |
|        |                 |                |               |
| 09-01  | Muang Pek       | ເມືອງແປກ        |               |
| 09-02  | Muang Kham      | ເມືອງຄຳ         |               |
| 09-03  | Muang Nong Het  | ເມືອງໜອງແຮດ     |               |
| 09-04  | Muang Khoune    | ເມືອງຄູນ         |               |
| 09-05  | Muang Mok May   | ເມືອງໝອກໃໝ່      |               |
| 09-06  | Muang Phou Kout | ເມືອງພູກູດ        |               |
| 09-07  | Muang Phaxay    | ເມືອງຜາໄຊ       |               |
| 09-08  | Muang Thathom   | ເມືອງທ່າໂທມ      |               |

## Kinh tế

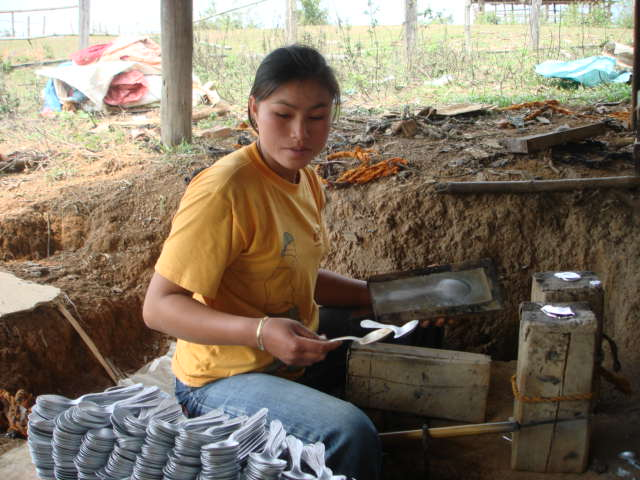
Một người bán thìa Bản Napia

Tỉnh Xiêng Khoảng là một trong những vùng sản xuất ngô chính của Lào. Trung tâm Thương mại và Du lịch chính là thị xã Phonsavan. Tại làng Ban Napia gần Phonsavan, người dân tái chế phế liệu để làm muỗng bán làm quà lưu niệm. Các mảnh phế liệu trong chiến tranh đã được UXO Lao kiểm tra an toàn trước khi sử dụng. Dự án dựa vào cộng đồng này cung cấp nguồn thu nhập có đáng kể cho người dân địa phương. Tính đến năm 2012, có 3 vụ tai nạn nhỏ liên quan đến kim loại UXO đã được ghi nhận.

## Danh thắng
Có nhiều danh thắng nổi tiếng trong tỉnh. Tổng cục du lịch của Lào đã liệt kê 63 danh thắng, trong đó có 32 danh thắng tự nhiên, 18 địa danh văn hoá và 13 di tích lịch sử. Trong số này, một số danh thắng nổi tiếng sau:

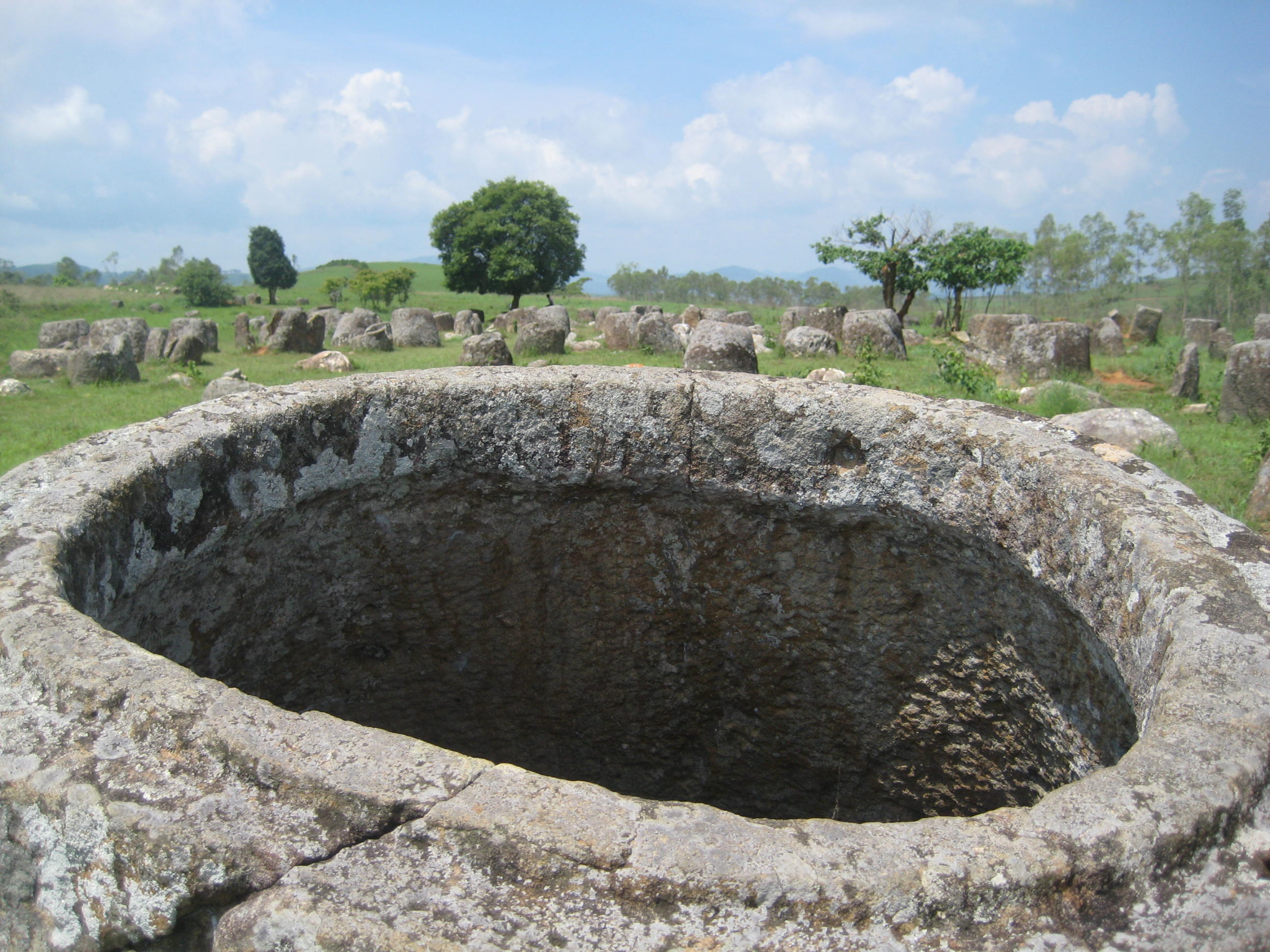
Khu khảo cổ số 1 Cánh đồng Chum

Địa danh nổi bật nhất và nổi tiếng là Cánh đồng Chum bao gồm các hũ đá lớn có chiều cao thay đổi từ 1m-3m. Chúng được tìm thấy khắp tỉnh tại nhiều địa điểm trên khắp các tỉnh với số lượng khoảng 300 chiếc ở mỗi địa điểm. Các nghiên cứu khảo cổ học đã được thực hiện ở nhiều địa điểm, cho thấy đó là các nghĩa địa của thời kỳ đồ đồng và đồ sắt, với niên đại từ 2.000 năm đến 2.500 năm. Cánh đồng chum gần Phonsavanh nhất là khu vực Đồng chum 1, với diện tích 25 ha. Chiếc lớn nhất được tìm thấy ở đây có kích thước 2.5m x 2.5m, trong khi phần còn lại kích thước chum chỉ bằng một nửa ở khu vực này. Những chiếc chum có hình trang trí xung quanh.

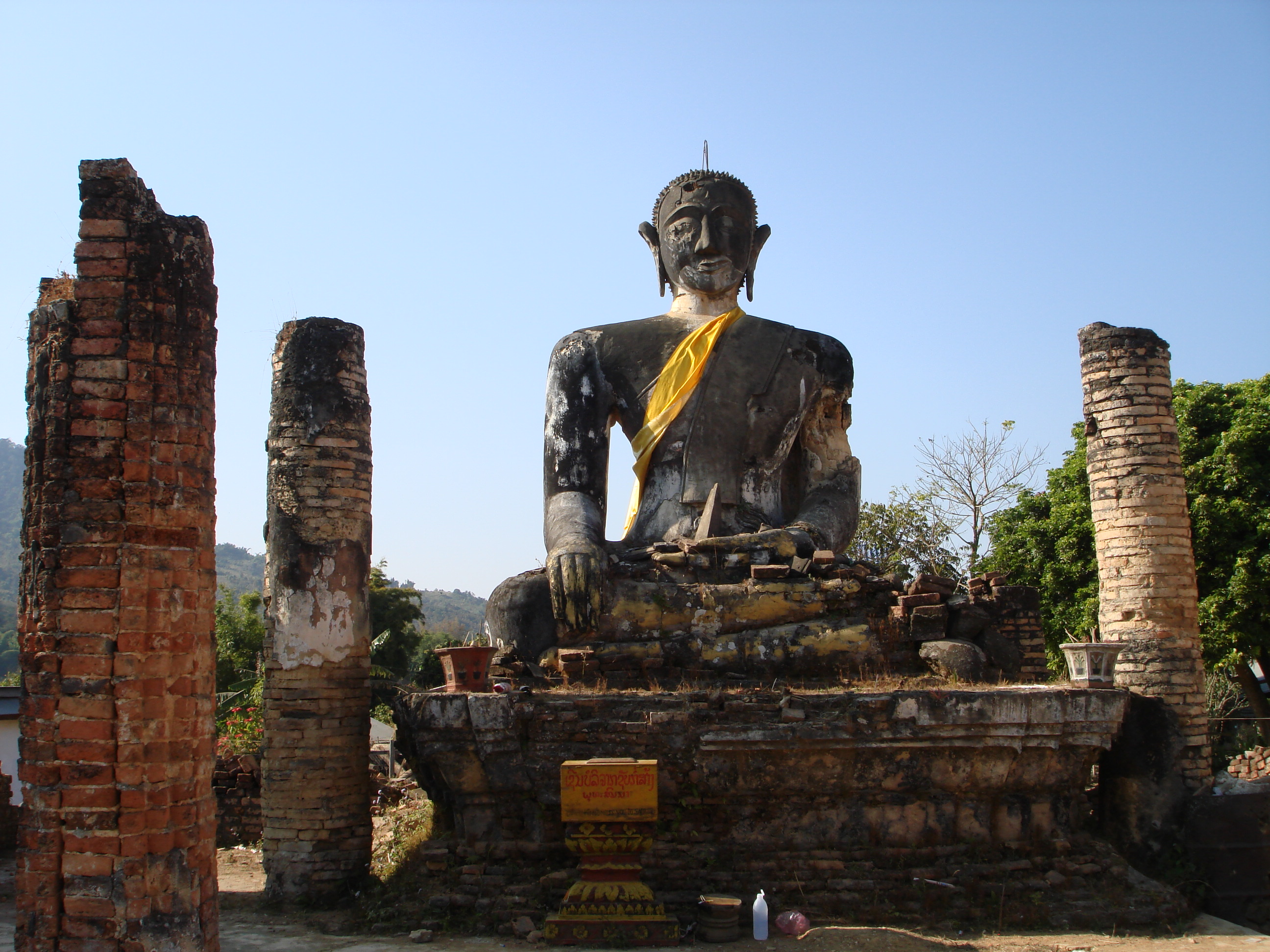
Di tích chùa Wat Piawate

Muang Khoun là Vương Phủ của một Vương Quốc cổ đại thế kỷ 14. Phía Nam giáp Phonsavanh. Nó bị phá hủy trong cuộc chiến tranh Đông Dương hiện còn lưu giữ tàn tích của một bức tường đá với vòm cổng bằng gạch, các di tích của chế độ thuộc địa của Pháp, một tượng Phật lớn, trụ cột và các phần tường ngắn của Chùa Wat Piawat (được xây dựng năm 1564). Tháp Tượng Foun, niên đại 450 năm tuổi có thể nhìn thấy ở gần đường, bên ngoài thị xã Phonsavanh, từng bị chôn trong rừng. Ở ngôi làng người Phuan, nằm ở phía nam Phonsavanh, tại Bản Napi, những mảnh kim loại vụn trong chiến tranh được đúc thành các dụng cụ ăn. Trong những năm 1980, từ một sáng kiến, tám gia đình đã tận dụng các mảnh nhôm bằng máy bay bị hư hỏng trong những đống đổ nát mốc meo, gỗ và tro. Những mảnh vỡ kim loại trong chiến tranh như vậy được tìm thấy nằm rải rác giữa Thác Lang và Cánh đồng Chum số 3.
Một đường hầm bí mật được xây dựng dưới đồi của Cánh đồng chum Phu Kheng trong Chiến tranh Đông Dương (1964-1973). Đường hầm được tiếp cận bằng cách leo lên khoảng 1.000 bậc. Dọc theo đường này có thể tìm thấy nhiều mảnh chum hoặc nhiều chiếc chum vỡ tại các hố bom. Phong cảnh của thung lũng Phoukoud ở cuối tuyến đường rất đẹp, và lối vào đường hầm bị che khuất. Đường hầm dài 70m và cao 1.6m. Các lô cốt bê tông cốt thép với các trại nghỉ đêm cũng được tìm thấy dọc theo tuyến đường này. UXOs (vật liệu chưa nổ) được tìm thấy với số lượng rất lớn trong tỉnh đang trong quá trình rà phá dưới sự dẫn dắt của Nhóm tư vấn rà phá bom mìn Anh Quốc (MAG). Trung tâm thông tin du lịch được thành lập bởi (MAG) tại Phonsavanh cung cấp thông tin về lịch sử; các chiến dịch ném bom đặc biệt là bom chùm và sự tàn phá của chúng trong chiến tranh được giải thích và khăc họa trong một bộ phim tài liệu. Người ta đánh giá rằng những trận đánh bom tỉnh này là một kỷ lục trong những "khu vực bị bom đạn tàn phá nặng nhất trên thế giới".

### Tra cứu
- Ahmed, M.; Hirsch, Philip (2000). Common Property in the Mekong: Issues of Sustainability and Subsistence. The World Fish Center. tr. 62–. ISBN 978-971-802-008-1.
- Mansfield, Stephen; Koh, Magdalene (ngày 1 tháng 9 năm 2008). Laos. Marshall Cavendish. tr. 9–. ISBN 978-0-7614-3035-3. Truy cập ngày 3 tháng 12 năm 2012.
- Stuart-Fox, Martin (1998). The Lao Kingdom of Lān Xāng: rise and decline. White Lotus Press. ISBN 978-974-8434-33-9.